# تورتلوز إن تايم
سلاحف النينجا:تورتلوز إن تايم (بالإنجليزية: Teenage Mutant Ninja Turtles: Turtles in Time) ، هي لعبة فيديو إلكترونية من إنتاج ونشر شركة كونامي اليابانية، صدرت سنة 1991م.

## روابط خارجية
- تورتلوز إن تايم على موقع IMDb (الإنجليزية)